# イーサネット・クロスオーバー・ケーブル
イーサネット・クロスオーバー・ケーブル (英: Ethernet crossover cable)とは、ツイストペアケーブルのうち、両端コネクタの送受ピンが交差接続されているもの。クロスオーバー・ケーブルまたはクロスケーブルとも。
一方で、両端コネクタを同じピン配置のまま接続したケーブルはストレートケーブル(ストレートスルーケーブル)と呼ぶ。2022年現在では、一般に使用されるLANケーブルの多くがストレートケーブルである。

## 用途
イーサネットに用いるLANケーブルにおいて、10BASE-Tや100BASE-TXではケーブルに含まれる4つのツイストペアのうち送受に用いる配線が独立していたため、これらの規格が主流であった1990年代は接続機器同士の仕様によって終端結線を変える必要があった。
ストレートケーブルでは両端にMDI 機器と MDI-X 機器を接続し、クロスケーブルでは MDI同士 または MDI-X 同士の機器を両端に接続できるように結線されている。例えば、ハブ(MDI-X)同士をカスケード接続する場合、2台のパソコン(MDI)を1対1で直接接続する場合、プリントサーバ(MDI)にパソコン(MDI)を直接接続して設定する場合などがある。ADSLやCATVのモデムにも、パソコンを直接接続するに際してクロスケーブルを要するものがあった。
|  |  |

1999年に登場した1000BASE-Tでは機器同士の送受ピン自動判別機能(Auto MDI/MDI-X)が規格に盛り込まれており、接続した一方の機器がこの機能に対応していれば10BASE-Tや100BASE-TX通信においてもストレートケーブルが使えるため、クロスケーブルの必要はほとんどなくなっている。

## クロスオーバーの方式

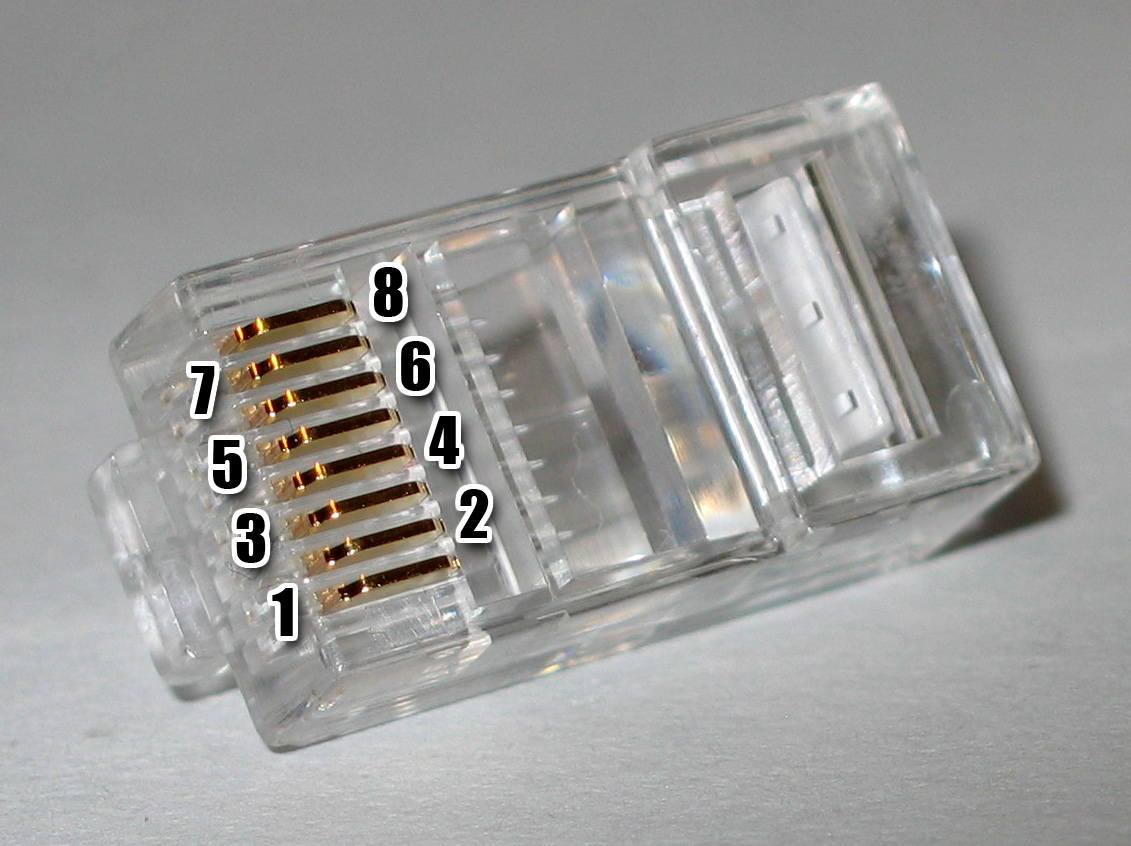
ツイストペアケーブルのコネクタピン番号

ツイストペアケーブルは4対の差動配線から成る8本の配線で構成され、それぞれの配線色は同色の単色(ソリッド)・白縞(ストライプ)でペアになるようにANSI/TIA-568で規定されている。
以下のようにクロスオーバー(交差接続)にはいくつかの方式がある。以降ではコネクタのピン番号を右図に示す数字で表記する。

### ハーフクロス結線
橙ペアと緑ペアを交差接続する方式。ピン1・2・3・6のみを用いる100BASE-TX、10BASE-T、100BASE-T2で使用できる。それぞれの終端はANSI/TIA-568によってT568A・T568Bと名付けられている。
| ピン番号      | 1       | 2       | 3       | 4       | 5       | 6       | 7       | 8       |
| 終端1 (T568A) | 緑 白縞 | 緑 単色 | 橙 白縞 | 青 単色 | 青 白縞 | 橙 単色 | 茶 白縞 | 茶 単色 |
| 終端2 (T568B) | 橙 白縞 | 橙 単色 | 緑 白縞 | 青 単色 | 青 白縞 | 緑 単色 | 茶 白縞 | 茶 単色 |

### フルクロス結線
ハーフクロスの接続に加え、青ペアと茶ペアを交差接続する方式。1000BASE-T、100BASE-TX、10BASE-T、100BASE-T4で使用できる。
| ピン番号      | 1       | 2       | 3       | 4       | 5       | 6       | 7       | 8       |
| 終端1 (T568A) | 緑 白縞 | 緑 単色 | 橙 白縞 | 青 単色 | 青 白縞 | 橙 単色 | 茶 白縞 | 茶 単色 |
| 終端2         | 橙 白縞 | 橙 単色 | 緑 白縞 | 茶 白縞 | 茶 単色 | 緑 単色 | 青 単色 | 青 白縞 |

| ピン番号      | 1       | 2       | 3       | 4       | 5       | 6       | 7       | 8       |
| 終端1 (T568B) | 橙 白縞 | 橙 単色 | 緑 白縞 | 青 単色 | 青 白縞 | 緑 単色 | 茶 白縞 | 茶 単色 |
| 終端2         | 緑 白縞 | 緑 単色 | 橙 白縞 | 茶 白縞 | 茶 単色 | 橙 単色 | 青 単色 | 青 白縞 |

### 1000BASE-TX クロスケーブル
1000BASE-TXでは、青ペアと茶ペアの接続について極性を入れ替えている。1000BASE-TXが普及しなかったため、この方式のものはほとんど使われていない。
| ピン番号      | 1       | 2       | 3       | 4       | 5       | 6       | 7       | 8       |
| 終端1 (T568A) | 緑 白縞 | 緑 単色 | 橙 白縞 | 青 単色 | 青 白縞 | 橙 単色 | 茶 白縞 | 茶 単色 |
| 終端2         | 橙 白縞 | 橙 単色 | 緑 白縞 | 茶 単色 | 茶 白縞 | 緑 単色 | 青 白縞 | 青 単色 |